# تخطيئية

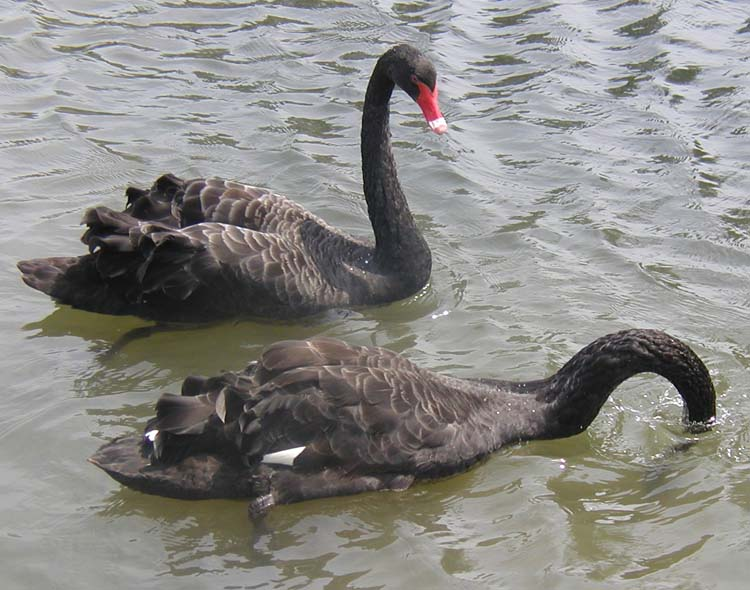

اللامعصومية (بالإنجليزية: Fallibilism) هي فلسفة تنسب اللايقين إلى كل فئة من المعتقدات والقضايا، وتنص على أنه لا يوجد معتقد حتمي الصحة على وجه الإطلاق، أي أن التبريرات التي تحيط معتقد ما لا تثبت صحته بالضرورة، وتعاكسها الفلسفة المعصومية في معناها. لا يؤمن كل التخطيئيون بشمولية التخطيئية لجميع أوجه المعرفة، ولكنها تمتد احيانًا لتشمل علوم المنطق والحقائق الرياضية والوعي الذاتي. يستخدم مصطلح التخطيئية في عدة سياقات ضمن نظرية المعرفة المعاصرة، وقد اُستحدث مصطلح التخطيئية في أواخر القرن التاسع عشر على يد الفيلسوف الأمريكي تشارلز ساندرز، وقد عُرِّفت بأنها: «عجز الأفراد عن بلوغ مرحلة الإيمان الحتمي بأجوبة الأسئلة التي تطرأ عن الحقائق» وقد عرّفها المُنظرون المختلفون بطرق أخرى.